# Аллокуция
Аллоку́ция (дословно — «обращение с речью») в стиле римской курии — обращение папы римского к коллегии кардиналов с речью относительно какого-либо церковного или политического обстоятельства.
Аллокуция встречается преимущественно, когда идет дело о сравнении некоторым образом внешних отношений с официальными объяснениями, даваемыми в палатах конституционными министрами на предъявленные им запросы, или с декретами, которые Наполеон I в начале одной из его войн объявил Сенату, или с новогодними речами Наполеона III, которые часто заключали в себе непосредственно практическую тенденцию.
Политика римского престола часто пользуется аллокуцией с целью охранения (гарантирования) какого-либо принципа или же ради сбережения себе на будущее время известной оговорки, в настоящем совсем не имеющейся в виду. В новейшее время обратили на себя особенное внимание аллокуция, обнародованная Григорием XVI и относящаяся к Кёльнскому спору, а также объявленная Пием IX. Последний особенно пользовался аллокуцией против «субальпинского», то есть итальянского, правительства, а равно и против правительства Германской империи.